# Capnolymma capreola
Capnolymma capreola là một loài bọ cánh cứng trong họ Cerambycidae.